# Tu mirada en mi
«Tu mirada en mi» es una canción del dúo estadounidense Ha*Ash, integrado por las hermanas Hanna Nicole y Ashley Grace. Se lanzó como el cuarto y último sencillo de su segundo álbum de estudio Mundos opuestos para Estados Unidos el 22 de abril del 2006.

## Información de la canción
«Tu mirada en mi» fue compuesta por Hanna Nicole, Ashley Grace, el compositor y productor mexicano Áureo Baqueiro, Salvador Rizo y el cantante Peruano Gian Marco, bajo la producción de Áureo Baqueiro. Se estrenó exclusivamente para Estados Unidos en abril de 2006, como cuarto y último sencillo del álbum Mundos opuestos. 
Alcanzó la posición cincuenta en la lista Latin Pop Songs de Billboard en ese país. El mismo año del estrenó fue nominada a canción corta venas del año por los Premios Juventud.

## Vídeo musical
El vídeo oficial fue estrenado en abril de 2006.  Fue grabado en formato blanco y negro y dirigido por el productor David Ruiz. Durante toda la cinta se ve a las chicas del dúo cantando y tocando instrumentos (Ashley la guitarra, y Hanna el piano), mientras se muestran imágenes, donde un vehículo cae al agua, terminando en llamas, mientras que en los ocupantes estaban un abuelo y su nieta inconsciente, a medida que avanza el vídeo el abuelo trata de reanimarla, y cuando al fin lo logra la abraza. El final del video deja un mensaje sobre uno de los amores más puros que puede haber, el amor por el abuelo, en que se plasma al ver a la nieta agradecida de esa persona mayor por salvarla y cuidar siempre de ella.

## Presentaciones en vivo
El tema fue incluido en la segunda y tercera gira del dúo, siendo interpretado desde el año 2006 hasta el año 2010, donde fue tocado por última vez. Ha*Ash ha cantando en una oportunidad el tema «Tu mirada en mi» con la participación de otros artista:
- En el año 2009 interpretó la pista en Auditorio Plaza Condesa junto al cantante Peruano Gian Marco.[10]

## Créditos y personal
Créditos adaptados de las notas del álbum y AllMusic.

### Grabación y gestión
- Grabado en Brava! Music (Ciudad de México)
- Masterización en Precision Mastering (Los Ángeles, California)
- Baterías en La Bodega (Ciudad de México)
- Mezcla en Igloo Music (Burbank, California)
- Editado en Digital Perfomer
- Administrado por Sony BMG / ATV Discos Music Publishing LLC / Westwood Publishing

### Personal
- Javier Calderón: arreglos, bajo, guitarra eléctrica, guitarra acústica, mandolina
- Dean Parks: pedal steel, lap steel
- Gabe Witcher: violín
- Tommy Morgan: armónica
- Carlos Murguía: hammond b3
- Michelle Batrez: coros
- Áureo Baqueiro: producción, coros
- Gustavo Borner: mezcla
- Don Tyler: masterización

## Posicionamiento en listas
| Listas (2005)                    | Mejor posición |
| -------------------------------- | -------------- |
| Estados Unidos (Latin Pop Songs) | 24             |

## Premios y nominaciones

### Premios Juventud
Los Premios Juventud son unos premios concedidos por la cadena estadounidense Univisión a los elegidos tras votación como mejores artistas, actores, cantantes, deportistas entre otras categorías.
| Año  | Trabajo nominado  | Categoría           | Resultado | Ref.  |
| ---- | ----------------- | ------------------- | --------- | ----- |
| 2006 | «Tu Mirada en Mí» | Canción Corta Venas | Nominadas | [ 6 ] |